# Blidinje jezero
Blidinje jezero ili Blidinjsko jezero je najveće planinsko jezero u Bosni i Hercegovini. Zaštićeni je geomorfološki spomenik prirode u sastavu Parka prirode Blidinje. Smješteno je na Dugom polju između planina Čvrsnice i Vrana.
Jezero je na 1183 metara nadmorske visine. Površina mu varira od 2,5 do 6 kilometra četvornih. Najveća dubina jezera je 4,5 metra, a najvećim dijelom je dubine od jednog metra. Nema površinskih tokova koji vode do i od jezera. Voda u jezero dolazi s padalinama i procjeđivanjem vode s okolnih planina Vrana i Čvrsnice, ponajviše s proljetnim otapanjem snijega. Ljeti veliki dio vode nestaje isparavanjem i otjecanjem kroz ponore zbog čega znatno opadne razina jezera. Procijenjeni gubici vode iz jezera su veliki s obzirom na malu zapreminu i iznose 10 mm/dan. Na južnoj strani jezera voda kroz ponor u Ivan Docu otječe prema istoku i ponovno izvire kod brane u Grabovici i Neretve. Ostaci morena upućuju na glacijalni nastanak jezera, no prema dokumentima iz župe Poklečani oborinska voda je odlazila kroz ponore i nije se zadržavala na polju pa je zahvaljujući antropogenoj intervenciji stočara koji su zatvorili ponore oblikovano jezero. U svibnju 1940. voda je pronašla put do ponora, ali je on ponovno zatvoren.
U zimskim mjesecima jezero je uglavnom zaleđeno.
U jezeru obitava endemska riba oštrulja (Aulopyge huegelii), bjelica, klen i alohtona kalifornijska pastrva. Jezero je nekoliko puta poribljavano ribom iz Buškog jezera, i to oštruljom, klenom te kalifornijskom pastrvom.

## Unutarnje poveznice
- Park prirode Blidinje

## Vanjske poveznice
- Radoš, D. (2017.). Povijest nastanka Blidinjskog jezera (Bosna i Hercegovina). Geoadria, 22 (1), 1–40.